# Haaren (Hamm)
Haaren ist ein ländlich geprägter Ortsteil der westfälischen Stadt Hamm.

## Geographie

### Lage
Haaren liegt östlich des Zentrums der Stadt Hamm. Im Norden bildet die Lippe teilweise die Grenze. Im Bereich des Hauses Haaren ist diese etwas über die Lippe hinaus nach Norden verschoben. Der Datteln-Hamm-Kanal liegt im Süden des damaligen Gemeindegebietes.

### Nachbargemeinden
Haaren grenzte im Jahr 1967 im Uhrzeigersinn im Norden beginnend an die Gemeinde Dolberg (damals im Kreis Beckum, heute zu Ahlen im Kreis Warendorf), Uentrop und Werries (beide heute zu Hamm).

## Geschichte
Haaren gehörte bei der Errichtung der Ämter in der preußischen Provinz Westfalen zum Amt Rhynern im Kreis Hamm. Anlässlich der Auskreisung der Stadt Hamm am 1. April 1901 wurde aus dem Kreis der Landkreis Hamm. Nach einer Gebietserweiterung im Jahr 1929 wurde dieser im Oktober 1930 in Kreis Unna umbenannt.
Am 1. Januar 1968 wurden die ehemals selbständigen Gemeinden Braam-Ostwennemar (großenteils), Frielinghausen, Haaren, Norddinker, Schmehausen, Vöckinghausen und Werries in die Gemeinde Uentrop eingegliedert. Mit der Gemeindegebietsreform, die am 1. Januar 1975 in Kraft trat, wurde die Gemeinde Uentrop mit 12.238 Einwohnern auf 39,46 km² in die kreisfreie Stadt Hamm eingegliedert.

## Einwohnerentwicklung
| Jahr | Einwohner |
| ---- | --------- |
| 1849 | 172       |
| 1910 | 169       |
| 1931 | 275       |
| 1956 | 403       |
| 1961 | 394       |

## Verkehr

### Straßen
Die Kreisstraße K 2 verbindet Haaren in westlicher Richtung mit Werries und Hamm und in östlicher Richtung mit Uentrop.

### Öffentlicher Personennahverkehr
Haaren wird von der Linie 33 der Stadtwerke Hamm bedient. Diese verbindet den Ort mit Hamm, Werries und Uentrop.